# Prismă eneagonală

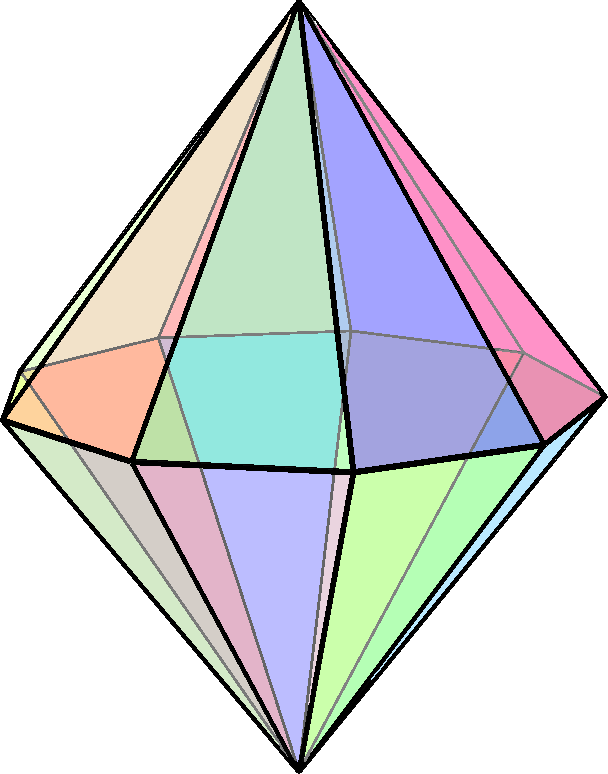
Dual: bipiramida eneagonală

În geometrie prisma eneagonală este o prismă cu baza eneagonală. Este un tip de endecaedru cu 11 fețe, 27 de laturi și 18 vârfuri.
Prisma eneagonală uniformă are indicele de poliedru uniform U76g.

## Ca poliedru semiregulat (sau uniform)
Dacă fețele sunt toate regulate, prisma eneagonală este un poliedru semiregulat, mai general, un poliedru uniform, fiind a șaptea într-un set infinit de prisme formate din fețe laterale pătrate și două baze poligoane regulate. Poate fi văzut ca un hosoedru eneagonal trunchiat, reprezentat de simbolul Schläfli t{2,9}. Alternativ, poate fi văzut ca produsul cartezian al unui eneagon regulat și al unui segment și reprezentat prin produsul {9}×{}. Dualul unei prisme eneagonale este o bipiramidă eneagonală.
Grupul de simetrie al unei prisme eneagonale drepte este D9h de ordinul 36. Grupul de rotație este D9 de ordinul 18.

## Formule
Ca la toate prismele, aria totală A este de două ori aria bazei (Ab) plus aria laterală, iar volumul V este produsul dintre aria bazei și înălțime (distanța dintre planele celor două baze) h.
Pentru o prismă cu baza eneagonală regulată cu latura a, aria A are formula:
{\displaystyle A=2A_{b}+9ah=2{\frac {9}{4\tan {\frac {\pi }{9}}}}\,a^{2}+9ah\approx 12,363648\,a^{2}+9ah}
Pentru a = 1 și h = 1 aria este ≈ 21,363648.
Formula volumului V este: 
{\displaystyle V=A_{b}h={\frac {9}{4\tan {\frac {\pi }{9}}}}\,a^{2}h}
Pentru a = 1 și h = 1 volumul este ≈ 6,181824.

## Poliedre înrudite
| Familia prismelor n-gonale uniforme | Familia prismelor n-gonale uniforme | Familia prismelor n-gonale uniforme | Familia prismelor n-gonale uniforme | Familia prismelor n-gonale uniforme | Familia prismelor n-gonale uniforme | Familia prismelor n-gonale uniforme | Familia prismelor n-gonale uniforme | Familia prismelor n-gonale uniforme | Familia prismelor n-gonale uniforme | Familia prismelor n-gonale uniforme | Familia prismelor n-gonale uniforme | Familia prismelor n-gonale uniforme | Familia prismelor n-gonale uniforme |
| Denumirea prismei                   | Prismă digonală                     | Prismă triunghiulară                | Prismă tetragonală                  | Prismă pentagonală                  | Prismă hexagonală                   | Prismă heptagonală                  | Prismă octogonală                   | Prismă eneagonală                   | Prismă decagonală                   | Prismă endecagonală                 | Prismă dodecagonală                 | ...                                 | Prismă apeirogonală                 |
| ----------------------------------- | ----------------------------------- | ----------------------------------- | ----------------------------------- | ----------------------------------- | ----------------------------------- | ----------------------------------- | ----------------------------------- | ----------------------------------- | ----------------------------------- | ----------------------------------- | ----------------------------------- | ----------------------------------- | ----------------------------------- |
| Imagine                             |                                     |                                     |                                     |                                     |                                     |                                     |                                     |                                     |                                     |                                     |                                     | ...                                 |                                     |
| Pavare sferică                      |                                     |                                     |                                     |                                     |                                     |                                     |                                     |                                     |                                     |                                     |                                     | Pavare plană                        |                                     |
| Config. vârfului                    | 2.4.4                               | 3.4.4                               | 4.4.4                               | 5.4.4                               | 6.4.4                               | 7.4.4                               | 8.4.4                               | 9.4.4                               | 10.4.4                              | 11.4.4                              | 12.4.4                              | ...                                 | ∞.4.4                               |
| Diagramă Coxeter                    |                                     |                                     |                                     |                                     |                                     |                                     |                                     |                                     |                                     |                                     |                                     | ...                                 |                                     |